# Melanophidium
Genre
Melanophidium est un genre de serpents de la famille des Uropeltidae. 

## Répartition
Les quatre espèces de ce genre sont endémiques des Ghats occidentaux en Inde.

## Liste des espèces
Selon The Reptile Database (12 juin 2017) :
- Melanophidium bilineatum Beddome, 1870
- Melanophidium khairei Gower, Giri, Captain & Wilkinson, 2016
- Melanophidium punctatum Beddome, 1871
- Melanophidium wynaudense (Beddome, 1863)

## Publication originale
- Günther, 1864 : The reptiles of British India. p. 1-452 (texte intégral).